# C. Vann Woodward
Comer Vann Woodward (Vanndale, 13 novembre 1908 – Hamden, 17 dicembre 1999) è stato uno storico statunitense.

## Biografia
Nato a Vanndale, nello stato statunitense dell'Arkansas, i suoi genitori furono Hugh Alison e Bess (Vann) Woodward. Studiò a Morrilton, in seguito all'Henderson-Brown College e poi all'Emory University, ad Atlanta.
Nel 1952 gli fu assegnato il premio Bancroft per l'opera Origins of the New South, 1877–1913 e nel 1982 venne premiato con il premio Pulitzer per la storia per l'opera Mary Chesnut's Civil War

## Opere
- Origins of the New South, 1877–1913
- Mary Chesnut's Civil War, 1981
- The old World's new World